# Krymteplitsa Molodjozjnoje
Krymteplitsa Molodjozjnoje (Russisch: Крымтеплица, Oekraïens: Кримтеплиця Молодіжне) is een Oekraïense voetbalclub uit Molodjozjnoje, net ten noorden van Simferopol, op de Krim.
De club werd in 1999 opgericht door de directeur van een groot regionaal landbouwbedrijf. Tot 2002 was de club succesvol in de regionale ameteurcompetities in de Krim. In 2003 promoveerde de club naar de Droeha Liha en werd een profclub. In 2005 werd Krymteplitsja kampioen in de Droeha Liha B en promoveerde naar het tweede niveau. Na het seizoen 2012/13 waarin de club als laatste eindigde trok de club zich terug en ging alleen verder met de jeugdafdeling.